# Piri Meyer
Piri Meyer (* 1937 in Ungarn) ist eine deutsche Schriftstellerin und Literaturwissenschaftlerin.

## Leben
Piri Meyer wurde 1937 in Ungarn geboren und kam in der Folge des Zweiten Weltkriegs als Staatenlose nach Deutschland. Nach Abitur und Studium der Kulturwissenschaft und Literaturwissenschaft arbeitete sie als Redakteurin beim Kindermagazin FRÖSI in Berlin und später als Lektorin beim Kinderbuchverlag Berlin. Anschließend war sie als Mitarbeiterin des Kulturbundes der DDR in Rostock und als freie Autorin tätig.
Sie gründete 1991 den Friedrich-Bödecker-Kreis in Mecklenburg-Vorpommern und wurde dessen Geschäftsführerin.
Piri Meyer schrieb zusammen mit ihrem Ehemann Klaus Meyer.

## Werke  (Auswahl)
- Land unterm Möwenschrei, Kinderbuchverlag, Berlin 1989
- Jonas, Milly und die ganz große Liebe, Allitera-Verlag, München 2010